# 新潟日報社
株式会社新潟日報社（にいがたにっぽうしゃ）は、新潟県新潟市中央区万代に本社を置く、新潟県の地方紙「新潟日報」を発行する新聞社である。

## 概要
1942年 新潟日日新聞・新潟県中央新聞・上越新聞の3紙が合併し、「新潟日報」が誕生。（初代代表取締役社長　小柳調平）
明治10年（1877）創刊の「新潟新聞」が昭和16年（1941）に「新潟毎日新聞」と合併し「新潟日日新聞」、
昭和17年（1942）長岡市の「新潟県中央新聞」、高田市の「上越新聞」と合併し「新潟日報」となった
日刊新聞「新潟日報」の発行の他、2002年にフリーペーパー「assh」を創刊するなどし現在に至っている。また、「新潟の若いチカラを応援するサイト」をテーマにしたSNS「アメカゴ.net」を運営していた。47NEWS、よんななクラブの参加社でもある。
また、この他の主な事業活動として、生涯学習講座「新潟日報カルチャースクール」や会員向けの講演会を定期的に行う「日報政経懇話会」（1968年開始）を主催するほか、加盟店舗への優待を行う「ハミング倶楽部」などがある。

## 拠点
- 本社（メディアシップ）：新潟市中央区万代3-1-1
- 黒埼本社（メディアポート） : 新潟市西区善久772番地2

2012年の創刊70周年記念事業の一環で、中央区万代三丁目地内（旧ミナミプラザ跡地、万代シテイ隣接地）で建設を進めていた新社屋「新潟日報メディアシップ」が2013年1月末に竣工し、2月4日の竣工式を以って本社登記を同地へ移転した。メディアシップは北前船の帆をモチーフにした地上20階建・全高104mの複合施設で、同年4月12日には交流施設やテナントフロアなどの一般向けスペースを含めグランドオープン（全面開業）を果たした。なお旧本社は黒埼本社に改称し、引き続き印刷拠点として機能している。
- 支社
  - 長岡（メディアぷらっと）：長岡市千歳1丁目3番43号（長岡防災シビックコア地区）
  - 上越（メディアフロント）：上越市木田1丁目2番4号
  - 東京：東京都千代田区内幸町2丁目2番1号
  - 大阪：大阪府大阪市北区梅田1丁目3番1-800号
- 総局
  - 三条：三条市須頃2丁目89
- 支局

新発田（新発田市）、五泉（五泉市）、村上（村上市）、津川（阿賀町）、佐渡（佐渡市）、六日町（南魚沼市）、十日町（十日町市）、小千谷（小千谷市）、柏崎（柏崎市）、見附（見附市）、小出（魚沼市）、糸魚川（糸魚川市）、妙高（妙高市）

## 事件、不祥事
- 1946年（昭和21年）9月29日には、朝鮮人の犯罪を報じたために、朝鮮人に襲撃される新潟日報社襲撃事件が起きた。
- 2015年11月、当時の上越支社報道部長が、会社に無許可のまま自身の匿名Twitterアカウントを開設し、自分と意見・価値観の異なる政治家、新潟水俣病訴訟弁護団長の高島章弁護士、一般ユーザなどに対し、長期間にわたり継続して誹謗中傷・脅迫していたことが判明した。当該人物は高島に謝罪し、同社も当該人物による書き込みの事実を認め、報道部長の役職から解任し、無期限の懲戒休職処分とした（当該人物は翌年3月末に退職）。

## 受託印刷
産経新聞を除く日本の主要全国紙のうち全県または県内一部地域向けの印刷を、当社の印刷センターが受託している。
主要全国紙については、読売新聞については2010年9月30日から（主に上越・中越地域向け約7.3万部）、朝日新聞については2011年5月31日から（上越・下越地域向け約3万部）、毎日新聞については2012年2月29日から（全地域向け約2.5万部）の受託印刷を開始し、朝日・毎日については共同輸送も実施している。また、日本経済新聞の印刷も受託している。さらに、2025年3月24日からは朝日新聞の受託印刷を新潟県内全域向け（約2.7万部）に拡大するとともに、日本農業新聞（全地域向け約7千部）の受託印刷を開始した。
このほか、新宗教団体の創価学会より同学会の機関紙である聖教新聞の印刷を受託しているほか、同学会を母体として結成された公明党の機関紙である公明新聞の印刷を受託している。